# Agostino Gemelli
Agostino Gemelli (né Edoardo Gemelli le 18 janvier 1878 à Milan - mort le 15 juillet 1959) est un franciscain médecin  et psychologue italien. Il est le fondateur et le chancelier de l'Université catholique du Sacré-Cœur de Milan en 1921.

## Biographie
(août 2023).
Si vous disposez d'ouvrages ou d'articles de référence ou si vous connaissez des sites web de qualité traitant du thème abordé ici, merci de compléter l'article en donnant les références utiles à sa vérifiabilité et en les liant à la section « Notes et références ».
Agostino Gemelli réalise des expériences neurophysiologiques et psychologiques. Son institut de psychologie fut l'une des institutions les plus importantes de son genre en Italie. 
Il est membre de l'Académie pontificale des sciences, qu'il présida de 1937 à sa mort en 1959.
Il publia également des écrits sur la signification contemporaine de la spiritualité franciscaine.

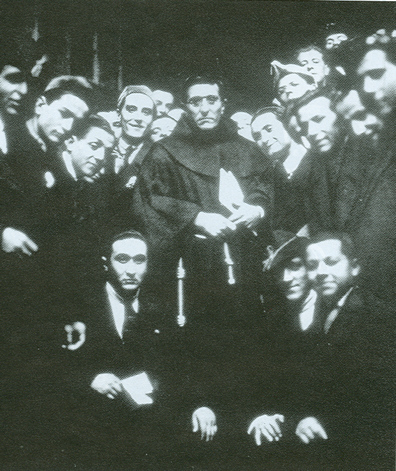
Le P. Gemelli avec des étudiants de l'université.

## Controverses
Agostino Gemelli prend des positions antisémites durant l'ère mussolinienne. Il est l'auteur d'un article antisémite dans Vita e pensiero sur Felice Momgliano en 1924, publié sans auteur et qui lui est attribué ultérieurement. Il soutient l'établissement des lois raciales de 1938,.

## Honneurs et distinctions
Chevalier grand-croix de l'ordre du Mérite de la République italienne (2 juin 1953)
 Grand-croix de l'ordre d'Alphonse X le Sage (1955)
- L'hôpital Gemelli de Rome porte son nom.

## Œuvres
(sélection)

### Œuvres italiennes
- La psicologia dell'orientamento professionale (1945)
- Psicologia dell'età evolutiva, avec Agata Sidlauskaite (1946)
- La personalità del delinquente (1946)
- Introduzione alla psicologia, avec Giorgio Zunini (1947)
- La lotta contro Lourdes, Florence (1911)

### Ouvrages traduits en français
- Le message de Saint François d'Assise au monde moderne (1935)
- Psychologie. De l'enfant à l'homme (2008)
- Saint François d'Assise et « ses petits pauvres » (1955)
- Origine de la famille (1923)
- Les Nerfs et les terminaisons nerveuses de la membrane du tympan (1909)